# Achatinella thaanumi

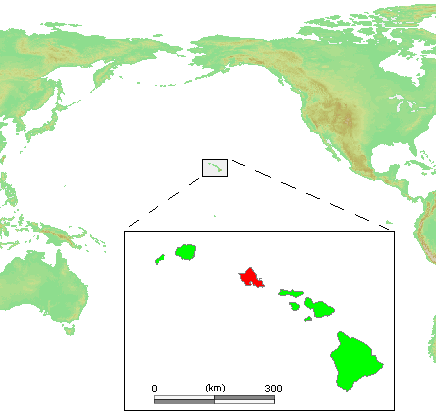
Verbreitungsgebiet von Achatinella thaanumi

Achatinella thaanumi ist eine ausgestorbene Schneckenart aus der auf der Insel Oʻahu endemischen Landlungenschneckengattung Achatinella.

## Beschreibung
Achatinella thaanumi erreichte eine Gehäuselänge von 19,1 mm und einen Gehäusedurchmesser von 11,6 mm. Der Durchmesser der Mündung betrug 10,3 mm. Es gab sechs Windungen. Das weiße Gehäuse war perforiert, linksgewunden, eiförmig-konisch, dünn aber gemäßigt verstärkt. Oberhalb und unterhalb des Randbereiches umgaben zwei schokoladenbraune Bänder das Gehäuse. Die embryonalen Windungen waren weiß und wurden zur Spitze hin blaugrau. Die glänzende Oberfläche war mit feinen Wachstumslinien sowie mit fast verblassten Spiralstreifen markiert. Die Spindel war konisch mit nahezu geraden Außenlinien und einer winzigen Spitze. Die Naht hatte eine schmale Umrandung. Die Mündung war mit schwachen weißen Bändern gezeichnet. Der weiße Mundsaum war zugespitzt und innen etwas verdickt. Die weiße Spindelfalte war verstärkt.

## Verbreitung
Das Vorkommen war auf eine Schlucht des Mount Kaala in der Region von Waianae auf Oʻahu beschränkt.

## Status
Die Art ist nur von zwei Exemplaren aus der Sammlung des Malakologen Ditlev Thaanum bekannt, die 1914 von Henry Augustus Pilsbry und Charles Montague Cooke beschrieben wurden. Sie starb Anfang des 20. Jahrhunderts aus. Die Gründe des Verschwindens sind unbekannt.